# Tesla, Inc.
Tesla, Inc. este un constructor de automobile electrice de înaltă performanță, din Silicon Valley (Palo Alto). 
Tesla a primit o atenție deosebită de la lansarea modelului de producție Tesla Roadster, prima mașină sport 100% electrică. A doua mașină produsă de Tesla este Model S, 100% electric sedan de lux. Au urmat încă 2 modele: Model X si Model 3. In iunie 2015 vânzările Model S treceau pragul de 75000.
Tesla mai produce acumulatoare litiu ion pentru Daimler si Toyota. CEO-ul Elon Musk vede Tesla ca pe o companie independentă, cu scopul de a produce la un moment dat mașini ieftine pentru consumatori. Prețul pentru Model 3 incepe de la 35 000$ inainte de taxe și a intrat in producție din 2017.

## Prezentare generală
Tesla Motors este denumită dupa inginerul electrotehnician și fizician Nikola Tesla. Tesla Roadster folosește un motor electric făcut după designul lui Tesla din 1882. Tesla Roadster este prima mașină a companiei, este prima mașină de volum care folosește acumulatoare cu celule Li-Ion și prima mașină de producție care are o autonomie mai mare de 320km. Intre 2008 si 2012, Tesla a vândut mai mult de 2250 de Roadster in 31 de țări. Tesla a oprit producția Roadster în US din August 2011. Pe 26 martie 2009 Tesla prezenta Model S, o mașină 100% electrică sedan. In Decembrie 2012, Tesla avea un staff de aproape 3.000 de angajați. In ianuarie 2014 numărul s-a dublat.

## Istorie

### 2003-2004 Înființare
Fondată ca Tesla Motors, Tesla a fost încorporată la 1 iulie 2003, de Martin Eberhard și Marc Tarpenning. Cei doi fondatori au fost influențați să înceapă compania după ce GM și-a rechemat toate mașinile electrice EV1 în 2003 și apoi le-a distrus, și văzând eficiența mai mare a mașinilor electrice cu baterii ca o oportunitate de a rupe corelația obișnuită dintre performanțe ridicate și nivel scăzut de kilometraj. AC Propulsion tzero a inspirat, de asemenea, primul vehicul al companiei, Roadster. Eberhard a spus că dorește să construiască "un producător de mașini care este, de asemenea, o companie de tehnologie", cu tehnologiile sale de bază, cum ar fi "bateria, software-ul computerului și motorul proprietar".

### 2005–2009: Roadster
Elon Musk a jucat un rol activ în cadrul companiei și a supravegheat proiectarea produselor Roadster la un nivel detaliat, dar nu a fost profund implicat în operațiunile zilnice de afaceri. Încă de la început, Musk a susținut în mod constant că obiectivul strategic pe termen lung al Tesla a fost de a crea vehicule electrice la prețuri accesibile. Obiectivul Tesla a fost să înceapă cu o mașină sport premium destinată adoptatorilor timpurii și apoi să se deplaseze spre vehicule mai obișnuite, inclusiv berline și compacte la prețuri accesibile.
În februarie 2006, Musk a condus runda de investiții Tesla Seria B de 13 milioane USD, care a adăugat Valor Equity Partners la echipa de finanțare. Musk a co-indrumat cea de-a treia rundă de 40 de milioane de dolari în mai 2006, împreună cu Technology Partners. Această rundă a inclus investiții de la antreprenori proeminenți, printre care cofondatorii Google, Sergey Brin și Larry Page, fostul președinte eBay, Jeff Skoll, moștenitorul Hyatt, Nick Pritzker, și au adăugat firmele de capital de risc Draper Fisher Jurvetson, Capricorn Management și The Bay Area Equity Fund administrată de JPMorgan Chase. Musk a condus a patra rundă în mai 2008, care a adăugat încă 40.167.530 USD în finanțarea datoriilor și a adus investițiile totale la peste 100 milioane USD prin finanțare privată.
Prototipurile primei mașini Tesla, Roadster, au fost dezvăluite în mod oficial publicului la 19 iulie 2006, în Santa Monica, California, la un eveniment cu invitație de doar 350 de persoane, desfășurat în Barker Hangar pe aeroportul Santa Monica. Tesla a început producția Roadster în 2008.

### 2010–2015: IPO, Model S și Model X
În ianuarie 2010, Tesla a primit un împrumut de 465 milioane de dolari de la Departamentul Energiei al SUA, pe care l-a rambursat în 2013.
În mai 2010, Tesla a cumpărat ceea ce va deveni Fabrica Tesla din Fremont, California, pentru 42 de milioane de dolari și a deschis fabrica în octombrie 2010 unde va fi produs Modelul S.
La 29 iunie 2010, Tesla Motors și-a lansat oferta publică inițială (IPO) pe NASDAQ, prima companie americană de automobile care a făcut acest lucru de când Ford Motor Company a avut IPO în 1956.
În iunie 2012, Tesla a lansat cea de-a doua mașină, sedanul de lux Model S și primul său SUV, Model X, în septembrie 2015.
În aprilie 2015, compania și-a prezentat pachetele de baterii Powerwall pentru casă și Powerpack industriale și a primit comenzi în valoare de 800 de milioane de dolari în decurs de o săptămână de la prezentare.

### 2016–prezent: SolarCity, Model 3 și Model Y
În noiembrie 2016, Tesla a achiziționat SolarCity. Câteva luni mai târziu, în februarie 2017, Tesla Motors și-a scurtat numele în Tesla, Inc., pentru a reflecta mai bine domeniul de aplicare al afacerii. Tesla a început să vândă berlina Model 3 în iulie 2016.
Tesla și-a început, de asemenea, efortul filantropic. Tesla a adus multiple contribuții ale energiei solare în zonele care se recuperează după dezastrele din 2017. În iulie 2018, compania a donat 37,5 milioane de dolari pentru educația K-12 STEM din Nevada. În ianuarie 2020, Tesla a donat 5 milioane de yuani (723.000 de dolari) către Chinese Center for Disease Control and Prevention pentru a combate focarul COVID-19.
În martie 2020, Tesla a început livrările crossover-ului Model Y.
La 10 ianuarie 2020, Tesla a devenit cel mai valoros producător american de automobile, cu o capitalizare de piață de 86 de miliarde de dolari. La 10 iunie 2020, capitalizarea pieței Tesla a depășit-o pe cea a BMW, Daimler și Volkswagen combinate. Luna următoare, Tesla a ajuns la o capitalizare de piață de 206 miliarde de dolari, depășind Toyota, pentru a deveni cel mai valoros producător auto din lume. La 31 august 2020, Tesla a avut o împărțire de 5 la 1 în urma creșterii valorii.
Din iulie 2019 până în iunie 2020, Tesla a raportat patru trimestre profitabile la rând pentru prima dată, ceea ce a făcut-o eligibilă pentru includere în S&P 500. Tesla a fost adăugată la index pe 21 decembrie a aceluiași an. Tesla a fost cea mai mare companie adăugată vreodată și a șasea cea mai mare companie din index la momentul includerii. Pe măsură ce investitorii au încercat să cumpere mai multe acțiuni ca urmare a acestei includeri, unii analiști, precum Ryan Brinkman sau J.P.Morgan, au sugerat investitorilor să fie prudenți, deoarece Tesla a fost supraevaluată „dramatic”. În 2020, prețul acțiunilor Tesla a crescut cu 740%, iar începând din decembrie 2020, capitalizarea sa de piață era mai mare decât următorii nouă mari producători de automobile combinați.
În ianuarie 2021, a fost anunțat obiectivul atins al companiei de a construi jumătate de milion de mașini în 2020.
În 2022, Tesla a prezentat Optimus, un robot aflat în dezvoltare. În iunie 2023, Musk s-a întâlnit cu premierul Indiei, Narendra Modi, exprimând interesul de a investi în India „cât mai curând posibil”.
În 2025 vânzările de Tesla din Europa și China sunt în cădere liberă, mașinile șofate complet de inteligență artificială nu pot fi produse, democrații din SUA tind să boicoteze vânzările de Tesla, regimul chinez poate trece la represalii contra Tesla pentru tarifele impuse de SUA, Musk pare să nu mai aibă timpul necesar pentru a conduce compania Tesla și chiar dacă ar avea timp nu e clar cum o poate salva; compania Tesla reprezintă partea larg majoritară a averii sale. Canada discută introducerea unui tarif de 100% pe importul automobilelor Tesla. O vânzare de automobile Tesla în valoare de 400 milioane de dolari către Departamentul de Stat al SUA a fost pusă în așteptare.
În 2025 acțiunile Tesla au scăzut cu 45%, Musk pierzând 5,2 miliarde dolari/săptămână. De la 17 decembrie 2024 până pe 10 martie 2025 valoarea companiei Tesla a scăzut la jumătate.
De la 1 ianuarie 2025 până pe 10 martie 2025, Cei Șapte Magnifici (Tesla, Apple, Google, Microsoft, Nvidia, Amazon și Meta) au pierdut 2150 miliarde dolari.
În 2025 Cybertruck a fost poreclit „Titanicul automobilelor”, deoarece vânzările nu merg deloc bine.
Musk a pierdut 100 miliarde de dolari în ultimii zece ani.

## Modele
- Tesla Model Y – produs din ianuarie 2020 până în prezent
- Tesla Model 3 – produs din iulie 2017 până în prezent
- Tesla Model X – produs din 2015 până în prezent
- Tesla Model S – produs din 2012 până în prezent
- Tesla Roadster – produs din 2008 până în 2012